# Kurikurální reforma
Kurikulární reforma je termín popisující zásadní změnu vzdělávání a vzdělávací politiky s cílem zlepšení kvality vzdělávání a efektivity vzdělávacího systému a jeho výsledků. Jedná se o slovní spojení využívané především v rámci vzdělávací politiky, konkrétněji v úzkém propojení s kurikulární politikou. Termín můžeme dále nalézt také ve spojitosti například s kurikulárními dokumenty a kurikulárním výzkumem.

## Charakteristika kurikulární reformy
Kurikulární reforma je výstupem snahy vzdělávací politiky uvést kurikulární změny do praxe. Z podstaty reformy vyplývá, že tyto změny nemají vliv na funkční základ, ale spíše usilují o zlepšení systému takového, jaký je, čímž se liší například od revoluce. Tyto změny mohou mít různou podobu v návaznosti na to, co konkrétní systém sleduje za cíle a co považuje za nejnutnější úpravy současného kurikula. Kurikulum je možné charakterizovat jako „obsah vzdělávání (učivo) v širším slova smyslu a proces jeho osvojování, tj. jako veškerou zkušenost žáka (učícího se), kterou získává ve školském (vzdělávacím) prostředí, a činnosti, které jsou spojeny s jeho osvojováním a hodnocením“.
Kurikulární reforma se zabývá především změnou cílů a obsahu vzdělávání, s důrazem na utváření a rozvoj životních dovedností (klíčových kompetencí) u žáků. Změny se však týkají i „procesů řízení vzdělávání, jeho průběžné diagnostiky a způsobu hodnocení dosahovaných výsledků“.

### Kurikulární výzkum
Podoba a zaměření kurikulární reformy vyplývá především v návaznosti na kurikulární výzkumy, v zahraničních zemích i v ČR. V užším a starším pojetí tohoto typu výzkumu jej lze chápat jako výzkum kurikulárních dokumentů, kterými jsou například učební plány, osnovy a učebnice. V současnosti se však disciplína přiklání spíše k jeho širšímu, holistickému pojetí, "jakožto hledání odpovědí na otázky proč, koho, v čem, jak, kdy, za jakých podmínek a s jakými očekávanými efekty vzdělávat". Na základě zjištění z výzkumu je reforma upravována, hodnocena, případně jsou stanovené její nové priority. Kurikulární výzkum slouží jako nástroj k ukotvení reformy cílů a obsahů v realitě, k jejich objektivizaci a relevantní implementaci. V některých případech jsou kurikulární výzkumy přímo realizovány jako součást zaváděných kurikulárních reforem, například v podobě výzkumů doprovodných, implementačních či evaluačních. Z pohledu vzdělávací politiky je kurikulární výzkum nejefektivnějším nástrojem, pokud funguje jako „kritický přítel kurikulární reformy“.
Za období největšího nárůstu kurikulárních výzkumů a zavádění rozsáhlých reforem jsou považována 60.–70. léta, s počátkem ve Spojených státech amerických a následně v Evropě. Pojetí kurikula a zaměření vzdělávací politiky se však napříč zeměmi poněkud liší. Až počátkem 90. let 20. století se přístupy začínají postupně sbližovat, především mezi evropskou didaktickou tradicí a angloamerickou kurikulární tradicí. Skrze jejich dialog, překlady a šíření literatury a sdílené výzkumy se začínají otevírat nové horizonty didaktického a kurikulárního výzkumu celosvětově.

## Příklad vývoje reforem v České republice
V České republice byl pojem kurikulum až do 80. let 20. století v podstatě neznámý a problematika, kterou dnes tento pojem zahrnuje, byla vnímána v souladu s evropskou tradicí jako oblast didaktiky. První zásadní proměny vzdělávacího systému proběhly po roce 1948 v podobě zavádění komunistické ideologie do škol, podpořené sérií reforem z let 1948, 1953, 1960, 1976. Ačkoliv byly kurikulární výzkumy té doby spíše tendenční, přesto vznikly některé výzkumy, které jsou pro vzdělávací politiku inspirativní dodnes – např. Ciprův výzkum (1969) vyhodnocování důležitosti cílů základního vzdělávání s obsáhlým vzorkem téměř 2000 respondentů (žáků a učitelů).
Některé změny přišly v 60. letech s překladem významných prací západních pedagogů a psychologů (např. Bruner, Gagné, Klafki, Piaget), které postupně položily základy psychodidaktického zaměření v přístupu ke školnímu učivu a metodám. S odstraněním komunistické ideologie jako hlavního cíle po roce 1989, zároveň vznikly některé významné kurikulární dokumenty, zejména Standard základního vzdělávání (1995) a vzdělávací programy Obecná škola (1996), Základní škola (1996) a Národní škola (1997). Šlo tak o snahu vytvořit nástroj k zajištění péče státu o zkvalitnění vzdělávání a stanovení základního kritéria pro posuzování vzdělávacích programů a jejich schvalování. Došlo také ke vzniku expertíz jako další podklad pro transformaci vzdělávacího obsahu – za primární vzdělávání známá například Spilková a kol. (1996) (ibid). Úspěšně se rozvíjející obor psychodidaktiky na českém území podpořil zaměření v oblasti teorie na psychologické analýzy školního učiva (Vyskočilová 1991), které se odrážely do vznikajících výzkumů, tvorby učebnic i analýzy metod vyučování. Příprava současné kurikulární reformy pak vyvrcholila celonárodní diskusí „Vzdělávání pro 10 milionů“ a tvorbou Národního programu vzdělávání v ČR (tzv. Bílé knihy).
Zásadní změnou na počátku 21. století byla příprava rámcových vzdělávacích programů pro jednotlivé stupně vzdělávání, které započaly novou kurikulární reformu. Kritika současného stavu však poukazuje na dosud nedostatečné rozvinutí kurikulárního výzkumu, který by fungoval jako onen „kritický přítel“ k probíhající reformě. Teprve v poslední době se v České republice kurikulární problematika ustanovuje jako svébytná oblast badatelského zájmu.